# Haemodorum corymbosum
Haemodorum corymbosum är en enhjärtbladig växtart som beskrevs av Vahl. Haemodorum corymbosum ingår i släktet Haemodorum och familjen Haemodoraceae. Inga underarter finns listade.